# 크레바스 (드라마)
《크레바스》는 2020년 11월 14일에 방영한 《KBS 드라마 스페셜 2020》 시리즈 중 두 번째 작품이다.

## 등장 인물

### 주요 인물
- 윤세아 : 우수민 역 - 식품기업 영양사, 병원 지점장
- 지승현 : 임상현 역 - 수민의 옛 동료, 중소기업 무역사무직
- 김형묵 : 박진우 역 - 수민의 남편, 증권 애널리스트

### 그 외 인물
- 김경민
- 윤부진
- 변호준
- 김수경
- 안영미
- 이지연
- 아역

임재하, 김유진, 안소이, 최윤우

### 특별출연
- 김병기